# Evaldo Braga
Evaldo Braga (Campos dos Goytacazes, 26 de maio de 1945 — Três Rios, 31 de janeiro de 1973) foi um cantor e compositor brasileiro de música brega e black music.

## Biografia
Evaldo nasceu em Campos dos Goytacazes, na década de 1940. As fontes divergem quanto à data correta de seu nascimento. Biografias, matérias e o álbum póstumo de Evaldo sugerem que ele nasceu em 28 de setembro de 1947. No documentário Evaldo Braga - O Ídolo Negro, de 1997, seu irmão, Antônio C. Braga, afirma que o cantor nasceu em 26 de maio de 1945.
Fruto de um relacionamento extraconjugal, Evaldo Braga nunca conheceu nem a esposa de seu pai nem sua mãe biológica. Ele viveu pouco tempo ao lado de Antônio Braga, seu pai, que o entregou a uma senhora. Braga viveu parte da infância nas ruas, o que o fez ser internado no Serviço de Amparo ao Menor (SAM), atualmente denominado FIA-RJ, e permanecer lá por alguns anos. Existe um boato segundo o qual Evaldo Braga, ainda bebê, teria sido jogado pela mãe biológica, uma suposta prostituta, em uma lata de lixo. Entretanto, esse boato foi veementemente desmentido pelo irmão de Evaldo num depoimento do mesmo documentário.

## Carreira
Conheceu, em 1969, Osmar Navarro, o produtor e compositor, que o levou para gravar seu primeiro disco, o compacto "Só Quero", que atingiu o topo das paradas musicais em 1971 e vendeu mais de 150 mil cópias. Lançou seu primeiro álbum, O Ídolo Negro, sob o selo Polydor, da gravadora Phonogram, no mesmo ano. No ano seguinte, lançou o Volume 2, que continha "Sorria, Sorria", uma canção em parceria com Carmen Lúcia, que se tornou um hit, consagrando o cantor.

## Morte
O cantor morreu em um acidente de carro na BR-3 (atual BR-040), em 31 de janeiro de 1973, no bairro de Alberto Torres, na cidade de Três Rios (atual Areal), próximo à divisa dos estados do Rio de Janeiro e Minas Gerais, quando seu Volkswagen TL chocou-se de frente com uma carreta Scania Vabis. Foi enterrado no cemitério São João Batista. Diversos álbuns e LPs póstumos foram lançados em homenagem ao cantor.

## Discografia
- O Ídolo Negro (1971)[2]
- O Ídolo Negro Vol. 2 (1972)[2]

### Álbuns póstumos
- O Ídolo Negro Vol. 3 (1973)[16]
- Eu Ainda Amo Vocês (1985)
- O Melhor do Ídolo Negro (1993)[2]
- Evaldo Braga (data desconhecida)[4]
- Sempre (2011)[1]